# 松本小雪
松本 小雪（まつもと こゆき、1966年2月3日 - ）は、日本の元タレント、イラストレーター、オブジェ作家。田辺エージェンシーに所属していた。

## プロフィール
東京都出身。街頭スカウトを経て平尾昌晃音楽学校でレッスンを重ね、堀越高等学校芸能コースに入学。高校3年時の1983年にアイドル扱いでデビューを果たし約半年間活動したものの、翌1984年満18歳になるや否や篠山紀信にフルヌードを撮影させ、同校卒業を待って小学館の雑誌『写楽』『GORO』で発表して話題を呼ぶ。
桑沢デザイン研究所に進学。浮世離れした「不思議ちゃん」的雰囲気が注目され、宮沢章夫、竹中直人、いとうせいこうらの演劇ユニット『ドラマンス』（後のラジカル・ガジベリビンバ・システム）を結成し、プロダクション人力舎に所属する。他にも「田辺（エージェンシー）枠」のお笑い番組でテレビにも進出した。
1985年4月には一部のおニャン子と同級生だったにもかかわらず『夕やけニャンニャン』の初代司会者の1人に起用され、同番組の総合司会を放送開始から1年半に渡って務めた。夕ニャンではComme des Garçons や Y's の黒系ロングスカートドレス、踵のないパンプス、太いまゆげ、襟足を刈り上げたテクノカット風ショートボブという、当時流行のハウスマヌカンスタイルでアンニュイさを醸し出し、同じく初代司会者だった片岡鶴太郎やダンプ松本らに弄られた。
1980年代中盤一杯、バラエティ番組にアート系若手女性タレントの役どころで出演した後は、紙媒体のエッセイやイラストに活動の比重を移し、2000年からは朝日新聞の連載小説『官能小説家』（高橋源一郎）の挿絵を担当していたが、戦前の資生堂ポスター図案の剽窃を疑われ、しりあがり寿と途中交代した。その後主婦。

## エピソード
- 1983年から1984年にかけてはプランニング・アソシエイツに所属、その後田辺エージェンシーに移籍して1985年に「夕やけニャンニャン」の司会者となった。その時期に某タレントのマネジャーだった平野昌一と深夜デートを写真週刊誌FRIDAYにキャッチされ話題になったが某プロダクションの圧力で話題縮小になった。[3]

## 出演作品

### 映画
- 右曲がりのダンディー（1989年、東映）

### テレビ
- 8時だョ!全員集合（1983年4月9日、TBS）※歌コーナーのゲスト枠で出演
- 新春レコード会社8社対抗オールスター大運動会（1984年1月、TBS）※東芝EMI所属タレント代表の一人として出演
- ウソップランド（松尾享子の後任。出演期間：1984年7月 - 86年3月、テレビ朝日系列）
- 笑っていいとも! （出演期間：1984年10月　- 85年3月、木曜日『タモちゃんのお代理様』進行、フジテレビ系列）
- 月曜ドラマランド「アイドルを探せ・花の女子寮潜入㊙初体験!!」（1985年3月11日、フジテレビ）
- 夕やけニャンニャン（出演期間：1985年4月 - 86年9月、フジテレビ系列）※月曜～金曜の司会及び月曜に自身のコーナーを担当
- 所さんのただものではない!（フジテレビ）
- なに:ソレ!?（1986年4月 - 9月、テレビ朝日系列）
- 月曜ドラマランド「おニャン子学園危機イッパツ・とんだ放課後」（1986年5月12日、フジテレビ） - 三枝小雪 役
- 三姉妹探偵団（1986年、フジテレビ系列）
- 木曜ゴールデンドラマ「わが子は目撃者」（1987年1月22日、読売テレビ）
- 結婚物語 (1987年2・3月、日本テレビ系列）
- 金曜女のドラマスペシャル「妻が狙われる時」（1987年2月20日、フジテレビ系列）

### ラジオ
- るんるんナイト 松宮一彦ワオ!（1983年、TBSラジオ） - 月曜パートナー

### 写真集
- 『松本小雪という不思議少女』（小学館激写文庫、1986年2月、ISBN 4093947546） - 別題でも重版多数。但し撮影は1984年にバリ島で1度しか行われておらず、総て同一ポジの使い回し。

## ディスコグラフィー

### シングル
- 愛があるから生きている 　（経災団（現：あんしん財団）イメージソング）

作詞：冨田礼子 / 補作詞：岩谷時子　作曲：平尾昌晃　編曲：若草恵　（1983年）発売：東芝EMI (T-07-1069)
（B面）「自動ピアノ」　作詞：岩谷時子　作曲：平尾昌晃　編曲：若草恵

## 脚註
1. ↑  河合その子、立見里歌
2. ↑  頭髪も多量で、つむじが無いと自称していた。
3. ↑  『噂の真相』2009年6月号「バーニング王国の裏取引事情」99頁ー102頁　閲覧。